# Elena Velicica Davidescu
Elena Velicica Davidescu (n. 21 mai 1936, București) este o agrochimistă și profesoară universitară română, recunoscută pentru contribuțiile sale esențiale la dezvoltarea agrochimiei în România. Alături de soțul său, academicianul D. Davidescu, a elaborat tratate fundamentale, precum Agrochimia și ciclul Chimizarea agriculturii, care au consolidat agrochimia ca disciplină științifică și didactică. A publicat peste 240 de lucrări științifice, 25 de tratate și monografii, și este coautoare a două brevete de invenție. A fost membru titular al Academiei de Științe Agricole și Silvice și a primit Premiul Academiei Române în 1977.

## Biografie
Copilărie și educație
Elena Velicica Davidescu s-a născut la 21 mai 1936 în București. A absolvit Facultatea de Horticultură din cadrul Institutului Agronomic București, după care și-a început cariera didactică și de cercetare. Pentru a-și perfecționa cunoștințele, a urmat stagii de specializare: în 1966, în biochimie, la Institutul de Biochimie al Academiei Române; în 1978 și 1985, în metodologia analizei solului și plantei, la Institutul de Cercetări pentru Pedologie și Agrochimie (ICPA) al ASAS; în 1991, în calitatea produselor agricole, la ICCPT Fundulea; în 1994 și 1996, în învățământul agricol de scurtă durată, la Angers, Franța; în 1998, la Myerscough, Anglia; și în 1999, la Weissbaden, Germania. Prin Programul Tempus, a studiat protecția mediului și organizarea învățământului agricol la Facultatea de Științe Agronomice Gembloux, Belgia. 
Carieră profesională
Și-a început activitatea didactică la Institutul Agronomic București (IANB) ca preparator (1961–1963), asistent (1963–1966) și șef de lucrări (1966–1969). În 1969, a obținut prin concurs postul de conferențiar la disciplina Agrochimie, Facultatea de Horticultură, unde a rămas până în 1991 din cauza restricțiilor financiare din sistemul educațional pre-1989. Din 1991, a devenit profesor titular la aceeași disciplină, activând până în 2005. În 1992, a fost numită conducătoare a Colegiului Agricol din Universitatea Agronomică București, contribuind la formarea specialiștilor în horticultură și viticultură. A pregătit peste 4.000 de studenți și a îndrumat doctorate în agrochimie din 1992. 
În cercetare, a colaborat intens cu D. Davidescu, contribuind la temele catedrei de Agrochimie a IANB. După 1990, a condus proiecte de cercetare pe bază de contracte (1990–2004), fiind director de grant pentru MEC-CNCSIS și ANSTI (1994). Între 2000–2002, a gestionat două contracte CNFIS-Banca Mondială: „Utilizarea metodelor convenționale și neconvenționale în multiplicarea rapidă a unor specii horticole” și „Modernizarea învățământului superior de scurtă durată”. 

## Familie
Elena Velicica Davidescu a fost căsătorită cu academicianul D. Davidescu, împreună cu care a realizat contribuții majore în agrochimie. Detaliile vieții personale nu sunt documentate public.

## Activitate științifică
Elena Velicica Davidescu a avut un rol esențial în consolidarea agrochimiei ca disciplină științifică și didactică în România, colaborând îndeaproape cu D. Davidescu. A publicat peste 240 de lucrări științifice (7.700 de pagini), dintre care 2.382 ca autor unic sau prim autor, 2.716 ca al doilea autor și 2.614 ca al treilea autor, abordând teme precum analiza chimică a solului și plantei, fertilizarea, microelementele și protecția chimică a culturilor. 

### Domenii de cercetare
- Analiza chimică a solului și plantei pentru evaluarea fertilității
- Nutriția minerală a plantelor și corelația sol-plantă
- Microelementele și oligoelementele în produse agricole (vinuri, fructe, legume)
- Fertilizarea cu îngrășăminte chimice în sere și solarii
- Ameliorarea agrochimică a solurilor acide și sărăturate
- Influența substanțelor fitofarmaceutice asupra calității produselor agricole
- Utilizarea hormonilor și inhibitorilor de creștere în horticultură
- Protecția chimică a culturilor și impactul asupra mediului

### Contribuții științifice
- A elaborat „Legea ierarhizării factorilor de vegetație”, împreună cu D. Davidescu, care completează legea egalei importanțe a factorilor de vegetație, subliniind rolul critic al apei în condiții de secetă. [1]
- A dezvoltat metode de testare a fertilității solului prin analiza plantei, utilizate în laboratoarele județene de agrochimie. [1]
- A contribuit la monografii fundamentale, precum Agrochimia (5 ediții) și ciclul Chimizarea agriculturii (7 volume), care abordează îngrășămintele, hormonii, pesticidele și substanțele macromoleculare. [1]
- A publicat lucrarea Evaluation of Fertility by Plant and Soil Analysis (1982, Abacus Press, Anglia), recunoscută internațional. [1]

### Brevete de invenție
- „Trusa agrochimică” (1976)
- „Sistem de seră - solar” (1979) [1]

### Activitate didactică
A contribuit la formarea a peste 4.000 de specialiști în horticultură și viticultură, elaborând cursuri și caiete de lucrări practice, precum Agrochimie - lucrări practice de laborator și teren (1981, cu Elena Panaitescu). Manualul Agrochimia pentru licee agricole (8 ediții, 1970–1992) a fost utilizat de circa 25.000 de elevi. Cursurile sale, caracterizate prin claritate și echilibru între teorie și practică, au ridicat nivelul pregătirii agronomilor și horticultorilor din România. 

## Lucrări
Elena Velicica Davidescu a publicat peste 240 de lucrări științifice și 25 de tratate, monografii și îndrumătoare, dintre care menționăm:
- Conținutul fructelor de tomate în microelemente sub influența tratamentului cu unele produse fitofarmaceutice, Revista Agricolă, București, 1969 (în limba franceză)
- Conținutul vinului Cabernet Sauvignon de Drăgășani în oligoelemente, Revista Agricolă, București, 1969 (în limba franceză)
- Fitohormonii sintetici (broșură), Redacția Revistelor Agricole, 1969
- Tratat de Agrochimie (1969–1992, 5 ediții), Editura Academiei RSR (cu D. Davidescu)
- Agrochimia pentru licee agricole (1970–1989, 8 ediții)
- Produse fitofarmaceutice, Editura Ceres, 1970
- Teoria și practica ameliorării agrochimice a solurilor acide și sărăturate (broșură), Redacția Practica Agricolă, București, 1971 (cu D. Davidescu)
- Studiu comparativ al conținutului de microelemente, zahăr și acidități în strugurii de masă la soiul Cardinal, Lucrări Științifice, IANB, seria B, XIV, 1971 (cu Elena Răducanu și M. Iacob)
- Testarea stării de fertilitate prin plantă și sol, Editura Academiei RSR, 1972 (cu D. Davidescu)
- Salata și compoziția ei în sistemul de cultură aeroponică, Lucrări Științifice, Seria B, XV, 1972
- Chimizarea agriculturii, EDP București, 1974 (cu D. Davidescu)
- Fertilizarea în solarii și sere (broșură), Editura Ceres, 1975 (cu D. Davidescu)
- Azotul în agricultură, Editura Academiei RSR, 1976 (cu D. Davidescu)
- Agenda agrochimică, Editura Ceres, București, 1978, 812 pg. (cu D. Davidescu)
- Fosforul în agricultură, Editura Academiei RSR, 1979, 300 pg. (cu D. Davidescu)
- Agrochimia horticolă, Editura Ceres, 1980 (cu D. Davidescu)
- Agrochimia modernă, Editura Academiei RSR, 1981 (cu D. Davidescu)
- Calciul în agricultură, Editura Academiei RSR, 1981 (cu D. Davidescu)
- Agrochimie - lucrări practice de laborator și teren, Tip. IANB, 1981 (cu Elena Panaitescu)
- Evaluation of Fertility by Plant and Soil Analysis, Abacus Press, Anglia, 1982, 560 pg. (cu D. Davidescu)
- Teste agrochimice de teren și laborator, Editura Ceres, 1984
- Sulful, Calciul și Magneziul în agricultură, Editura Academiei RSR, 1984 (cu D. Davidescu)
- Microelementele în agricultură, Editura Academiei RSR, 1988
- Agrochimia și chimia pesticidelor, Colegiul Agricol București, 1996
- Compendium agrochimie, Editura Academiei Române, București, 1999 (cu D. Davidescu)
- Protecția chimică în agricultură, Editura Academiei Române, 1992 (cu D. Davidescu și L. Calancea)

## Premii și recunoaștere
- Premiul Academiei Române pentru Azotul în agricultură (1977)
- Membru titular al Academiei de Științe Agricole și Silvice
- Drept de îndrumător de doctorat în agrochimie (din 1992)